# Jan van de Pavert
Jan van de Pavert es un escultor y pintor neerlandés, nacido el 10 de mayo de 1960 en la localidad de Zeist.

## Datos biográficos
Jan van de Pavert ganó el primer Premio de Roma neerlandés de 1987, imponiéndose a Berend Strik, Hans van Houwelingen y Hans van Meeuwen.
Es el autor de la escultura Ministerie - Ministerio - que forma parte del proyecto Sokkelplan de La Haya, obra instalada en 2002.

## Obras (selección)
| Título                                                          | Año  | Localización                                                                                                | Imagen                 |
| --------------------------------------------------------------- | ---- | --- | ---------------------- |
| Huisje Casa                                                     | 1994 | Leeuwarden, Grovestins/Anne Vondelingweg                                                                    |                        |
| Bank, Stromend water en lichamen Banco, flido de agua y cuerpos | 1993 | Bergen op Zoom, Bolwerk, plantsoen                                                                          |                        |
| Ministerie Ministerio                                           | 2002 | La Haya Grote Marktstraat dentro del proyecto Sokkelplan). 52°4′36.70″N 4°19′0.48″E / 52.0768611, 4.3168000 | - Pulsar para ampliar. |